# لويس أنطونيو مورينو
لويس أنطونيو مورينو (بالإسبانية: Luis Antonio Moreno)‏ (مواليد 25 ديسمبر 1970) هو لاعب كرة قدم. يلعب مع منتخب كولومبيا لكرة القدم. سبق له أن لعب في كأس العالم لكرة القدم مع منتخب بلاده.

## روابط خارجية
- لويس أنطونيو مورينو على موقع الاتحاد الدولي (مؤرشف)  (الإنجليزية)
- لويس أنطونيو مورينو على موقع قاعدة بيانات كرة القدم.إي يو (الإنجليزية)
- لويس أنطونيو مورينو على موقع ناشيونال فوتبول تيمز (الإنجليزية)
- لويس أنطونيو مورينو على موقع عالم كرة القدم.نت (الإنجليزية)